# Lucas van Leyden
Pour les articles homonymes, voir Leyden.
Lucas van Leyden ou Lucas de Leyde, aussi appelé Lucas Huighensz ou Lucas Jacobsz, est un peintre et graveur néerlandais né en 1494 à Leyde où il est mort le 8 août 1533.
Le maître Lucas de Leyde est depuis quelques siècles placé parmi les premiers peintres de genre hollandais, incontournable dans le premier tiers du XVIe siècle. Ses scènes populaires Le Gueux, L'Espiègle, La Laitière sont des pièces de peinture hollandaise et flamande. Il est en outre, à peine deux décennies après sa mort, considéré comme un des meilleurs graveurs de l'histoire de l'art, à l'origine de l'invention pratique du clair-obscur dans cet art. Au XIXe siècle, Lucas était célèbre pour les couleurs fraiches de ses figures de femme et la perspective aérienne de ses gravures, déjà appréciée par Albrecht Dürer.

## Biographie
Carel van Mander, qui a interrogé son petit-fils, situe sa naissance en 1494, date contestée par certains, qui préfèrent la reculer jusqu'en 1489 pour le mettre à la même génération que Pieter Cornelisz dit Kunst.
Né et ayant vécu essentiellement à Leyde, il a été d'abord l'élève de son père Hugo Jacobsz, dont on ne connaît aucune œuvre. Il a quitté l'atelier paternel en 1508 pour rejoindre celui voisin de Cornelis Engebrechtsz. Ce second maître formateur est considéré comme l'ultime grand représentant du maniérisme gothique, courant d'art héritier de la peinture primitive franco-flamande et déjà ouvert aux techniques de dessin allemande et italienne, en particulier le rythme graphique italianisant. Le fils aîné du maître Pieter Cornelisz se destine à être peintre verrier. Sous son aile, Lucas commence à peindre des scènes de genre et surtout des petits-formats. Les influences de ses deux excellents ateliers polyvalents au plan des techniques, vivant surtout de commandes concrètes, sont :
- la tradition de la peinture germanique et le maniérisme italien, surtout pour la pose des couleurs ;
- l'art de Jérôme Bosch pour la façon inimitable d'y glisser des détails ;
- l'art de Quentin Metsys pour la réalisation des scènes de genre, comme en témoignent les réalisations postérieures de Lucas, Les Joueurs de cartes et Les Joueurs d'échec ;
- la maîtrise de la composition selon Joachim Patinier, en particulier appliquée pour les paysages.

Des critiques d'art ont supposé que, ses premiers maîtres étant d'obscurs peintres, on ignorait où le jeune Lucas avait appris le métier de graveur. Il posait en mystère du génie précoce le fait que Lucas ait été surtout excellé et soit effectivement connu pour ses gravures. Le maître Cornelis Engebrechtsz formé à l'école archaïsante est sévère sur les règles de l'art, mais une fois acquise une bonne maîtrise de la technique, il laisse se développer l'originalité, la spiritualité profonde et dramatique de ses élèves. Ainsi Lucas peut exprimer librement l'intensité de ses sentiments.[précision nécessaire]
Tous les témoignages concordent pour reconnaître un élève doué et un artiste précoce très habile en gravure et en peinture. D'après la légende, il s'exerce déjà à neuf ans à l'eau-forte sur des planches en cuivre.

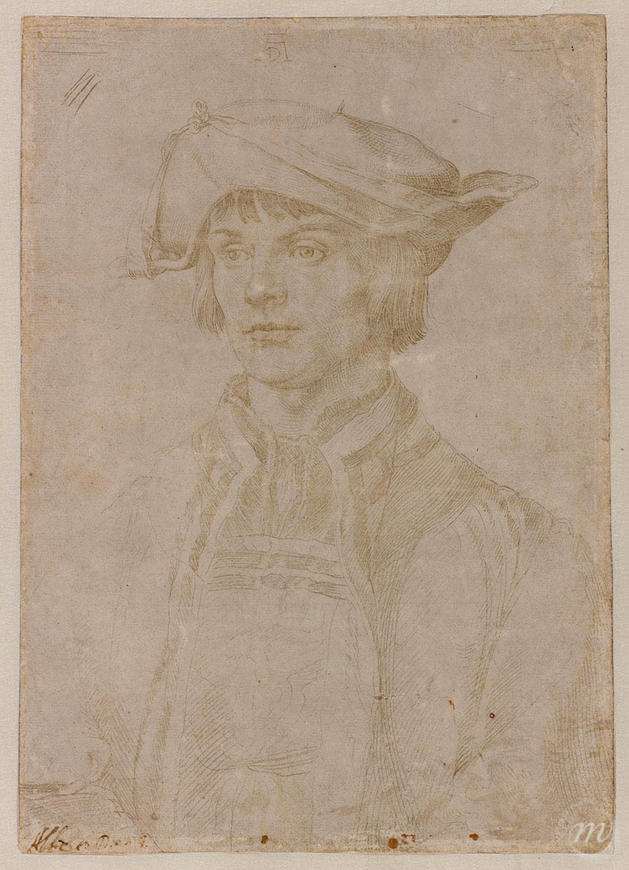
Portrait de Lucas de Leyden par Albrecht Dürer, 1521, musée des beaux-arts, Lille.

À 12 ans, il peint à la détrempe et sur toile La Légende de saint Hubert, sous forme d'une vaste série, pour honorer une commande de Van Lochhorst.
Sa première gravure connue Mohammed et le Moine assassiné date de 1508. Alors qu'il n'a que quatorze ans, il ne montre aucune trace d'immaturité dans la technique ou l'inspiration. Le dessin est précis, net. Les coloris des toiles les mieux préservées sont splendides et harmonieux.
À 15 ans, la Tentation de saint Antoine montre une maîtrise de graveur digne des œuvres de Jacques Callot. De 1510 à 1517 commence sous ces mains actives un apogée de la gravure qui influence Brueghel l'Ancien avec des réalisations comme L'Enfant prodigue et Ecce homo. À 18 ans, il serait considéré comme le premier peintre de l'école flamande et comme le plus habile graveur de son temps. À cette époque prolifique du moins, il semble qu'il ait peu voyagé afin de perfectionner son art.
L'artisan citoyen de sa ville natale figure plus prosaïquement sur les listes d'arquebusiers de Leyde en 1514, 1515 et 1519, et est inscrit dès 1514 à la guilde des peintres en tant que maître. Il épouse en 1515 une dame noble, Élisabeth van Boschuyzen qui a déjà accouché en 1514 de leur premier enfant. Son nom, sous la forme de Lucas de Hollandere figure dans les Liggeren.
L'atelier du jeune peintre semble prospère, car il commence à voyager en 1522, avide de thèmes et de rencontres. Il fait à Anvers, en 1521, une mémorable rencontre avec Albrecht Dürer, qui lui achète tout son œuvre gravé - flatteur hommage d'un aîné qui l'avait déjà beaucoup marqué et qui sait être un mécène intéressé -, puis il visite les Pays-Bas du Sud en 1522 avec son aîné Jan Gossaert dit Jan Mabuse. Les richesses de Gand, Malines et Anvers sont explorées par les deux compagnons.
Grisé par les découvertes de paysages et de hiérophanies, d'habitats et de gens, amoureux de ce qui ne s'appelle pas encore le patrimoine religieux et artistique franco-flamand, l'homme d'atelier fragile ne prend garde à sa santé. Au terme de ses voyages, il revient souffrant et fatigué. Désormais longuement malade et alité, il trouve la force de peindre Jésus guérissant l'aveugle de Jéricho en 1531 et meurt à 39 ans, en 1533.
Le peintre souffreteux a pu se réjouir du mariage de sa fille aînée au peintre Hoey ainsi que de la naissance de son petit-fils, Lukas Dammesz van Hoey vers 1532. En 1604, au moment où ce dernier, également peintre, agonise, nous savons qu'un frère cadet, Jan Dammesz van Hoey est peintre à la cour de France.
Quelques années plus tard, alors que sa renommée rejaillit sur la ville de Leyde, naît la légende familiale et urbaine d'un génie précoce, bataillant auprès d'artistes rivaux, férocement jaloux pour se faire reconnaître. Ces derniers ne pouvant entraver le procès de son fulgurant succès l'auraient, dit-on, empoisonné en route, causant après son retour sa déchéance physique et sa rapide disparition.

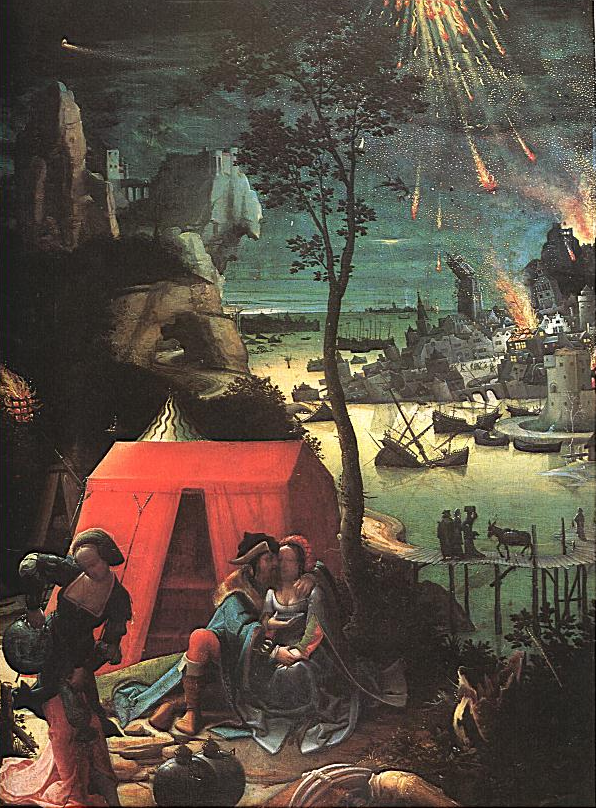
Loth et ses Filles (ca. 1520), musée du Louvre (autrefois attribué à Lucas van Leyden).

La réalité peut aussi être plus triviale. Enfant fragile, il serait tôt devenu apprenti dans l'atelier paternel, d'abord confiné au dessin et aux lentes tâches de finition délicates. Ayant beaucoup appris par son compagnonnage dans l'atelier Engebrechtsz, les rencontres et visites de compagnons de passage, le maître artisan modeste aurait pris conscience de son talent et décidé de compléter sa formation par des voyages d'observation et d'études. Il en revient miné par la maladie, condamnant sa petite famille à une inexorable chute sociale malgré le digne statut de sa femme, issue d'une famille noble appauvrie. Après sa mort, la réputation grandissante contraint et les édiles ignorant sa vraie vie créatrice et sa famille peinée par sa déchéance à le placer au panthéon des artistes célèbres dès son adolescence et pendant sa courte existence laborieuse.

## L'œuvre peint
Les peintures préservées sont délicates à identifier et rares. Les musées n'ont conservé que peu de tableaux de l'artiste, soit une quinzaine dûment identifiés de longue date,. Le Louvre ne possédait en 1860 que trois tableaux.

### Aux Pays-Bas
- La Femme de Putiphar vers 1510 à Rotterdam, musée Boijmans Van Beuningen
- Portrait de femme vers 1520, à Rotterdam, musée Boijmans Van Beuningen
- Danse autour du veau d'or à Leyde.
- le Jugement dernier à l'hôtel de ville de Leyde.
  - Le triptyque du Jugement dernier vers 1526-27, au musée de Leyde, tableau votif peint à la mémoire de Claes Dirck Van Swieten pour l'église Saint-Pierre de Leyde et soigneusement préservé des troubles iconoclastes du XVIe siècle par les Leydois.
- Le Paradis - avec au revers Saint Pierre - et l'Enfer - avec au revers Saint Paul - encadrent la scène du Jugement dernier
- Portrait d'un homme ou Portrait d'homme à Leyde
- Retable de l'Adoration du Veau d'or, triptyque, 1530, bois, panneau central 93 × 67 cm au Rijksmuseum d'Amsterdam[5]
- Le Sermon à Amsterdam

### En Belgique
- l'Adoration des mages au musée d'Anvers
- La Tentation de saint Antoine à Bruxelles

### En Allemagne
- Suzanne devant le juge vers 1510 au musée de Brême, disparu en 1945
- Suzanne devant les juges à Berlin
- la Femme de Putiphar vers 1510 à Berlin,
- La Partie d'échecs vers 1508 à la Gemäldegalerie à Berlin
- Joueur de carte à Berlin
- La Vierge, l'Enfant Jésus et les Anges, à Berlin
- Saint Jérôme à Berlin
- 1522, diptyque de la Vierge à l'Enfant avec sainte Madeleine et un donateur à l'Alte Pinacothek de Munich
- Annonciation à Munich
- La Vierge à Munich
- Cène et triptyque à Aix-la-Chapelle
- l'Adoration des mages à Bonn
- Autoportrait de Brunswick au musée Herzog Anton Ulrich
- Daniel rendant la justice Kunsthalle de Brême
- Saint André à Karlsruhe

### En France

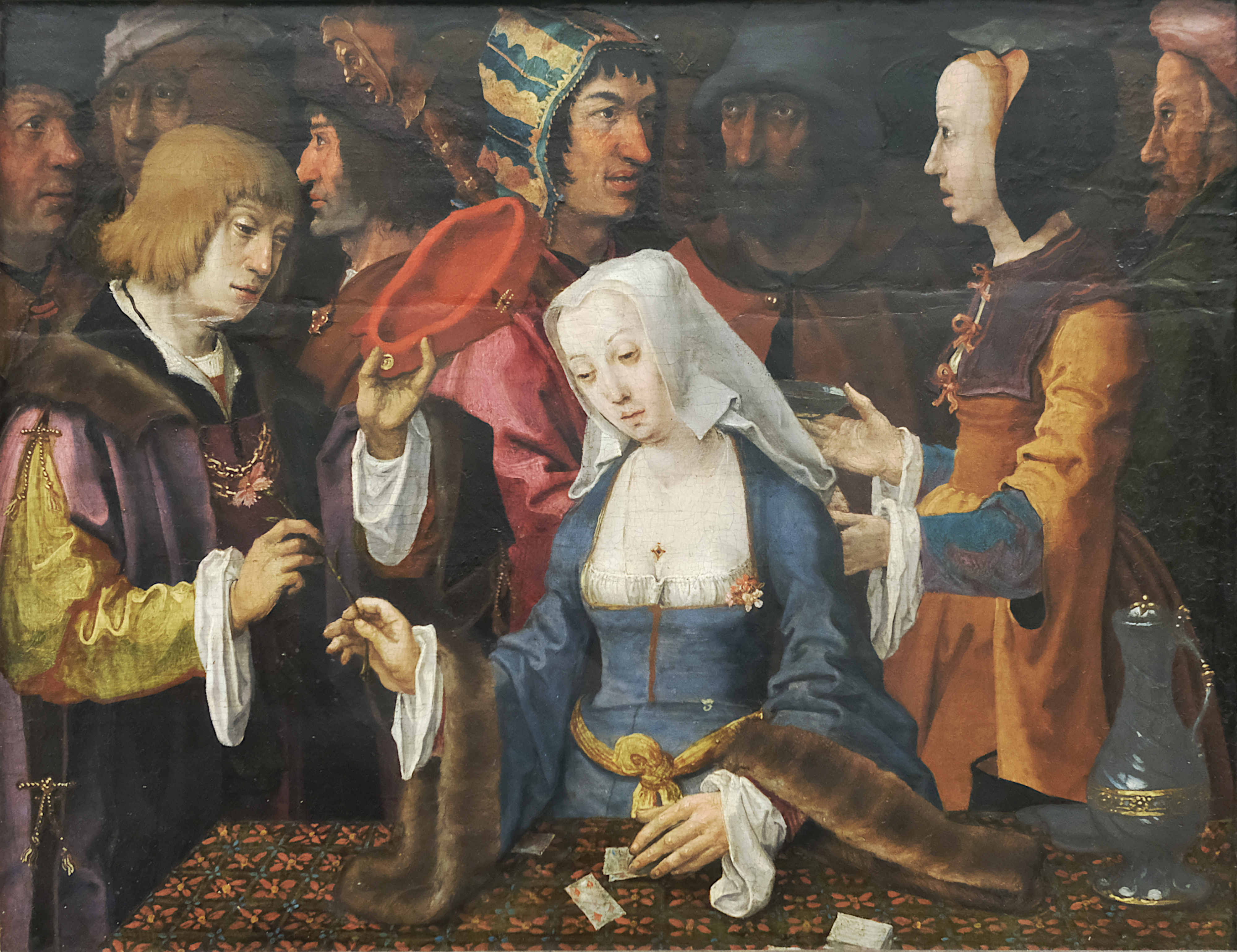
La Tireuse de cartes - Musée du Louvre.

- L'Adoration des bergers à Notre-Dame de Tournai.
- La Tireuse de cartes, 1508-1510, bois, 47 × 41 cm, musée du Louvre[6]
- Les Fiancés vers 1519, au musée des beaux-arts de Strasbourg[7]
- Loth et ses filles, v.1520, huile sur bois, 48 × 34 cm, Paris, musée du Louvre (aujourd'hui non attribué à Lucas de Leyde[8])
- Crucifixion à La Fère
- La Passion du Christ à Nancy
- Le Chirurgien à Aix-en-Provence

### Autres musées
- Les Joueurs de cartes, 1526, musée Thyssen-Bornemisza, Madrid[9]
- Moïse frappant le rocher ou faisant jaillir l'eau du rocher en 1527, à Boston, M.F.A.,
- La Guérison des aveugles de Jéricho en 1531, au musée de l'Ermitage à Saint-Pétersbourg[10]
- Portrait d'un homme ou Portrait d'homme, à la National Gallery de Londres, à la fondation Thyssen-Bornemisza de Madrid et à Gênes.
- Jésus couronné d'épines à Florence
- L'Auteur ou autoportrait à Florence
- Un jeune homme à Florence
- La Tentation de saint Antoine et Maximilien Ier à Vienne
- La Vierge au raisin à l'Ariana de Genève
- Le Repos en Égypte à la Galerie Doria-Pamphilj de Rome
- Saint Sébastien à l'académie Carrara de Bergame.
- Les Musiciens à Glasgow
- Madone à Oslo

Il y a encore :
- Le Retour de l'enfant prodigue ;
- un Ecce homo
- la Danse de la Madeleine

## L'œuvre gravé
Son œuvre gravé se compose de 172 planches.
On retrouve son effigie dans Les effigies des peintres célèbres des Pays-Bas de Dominique Lampson.
- en 1508, il grave sur cuivre l'Ivresse de Mahomet et le moine Sergius
- en 1509, une série de neuf gravures sur cuivre de forme ronde représentant la Passion du Christ, ainsi que La Femme et la Biche.
- entre 1511 et 1515, il illustre le Jardin de l'âme et orne de quarante-deux vignettes représentant des saints le Missale ad verum cathedralis ecclesiae Traiectensis ritum, paru chez Jan Seversz à Leyde.
- En 1513-14, il tire une série de sept gravures sur bois, dite " grande série de la femme " (Adam et Ève, Samson et Dalila, le Festin d'Hérodiade, Virgile suspendu dans un panier, Salomon adorant les idoles, la Reine de Saba devant Salomon, Aristote et Phylis).
- en 1510, Le Porte-drapeau, inspiré de L'Enseigne d'Albrecht Dürer, qu'il connaissait par des estampes,
- en 1512, une série de cinq gravures racontant l'Histoire de Jacob,
- vers 1512, série de treize gravures représentant le Christ et les apôtres.
- Le Triomphe de Mardochée, 1515
- Esther devant Assuérus, 1518 et Les Évangélistes.
- 1520, eau-forte réalisée parallèlement en exécutant le Portrait de l'empereur Maximilien Ier, copie de la gravure sur bois que Dürer fit en 1519, L'Empereur Maximilien Ier.
- en 1521, série de 14 estampes dite « de la Petite Passion », inspirée par la suite que Dürer exécuta de 1507 à 1513, ainsi que Saint Jérôme dans son étude.
- en 1529, il grave sur cuivre six planches tirées de l'Histoire d'Adam et Ève.
- Vénus et Cupidon, 1528.